# Geheimes Zivilkabinett

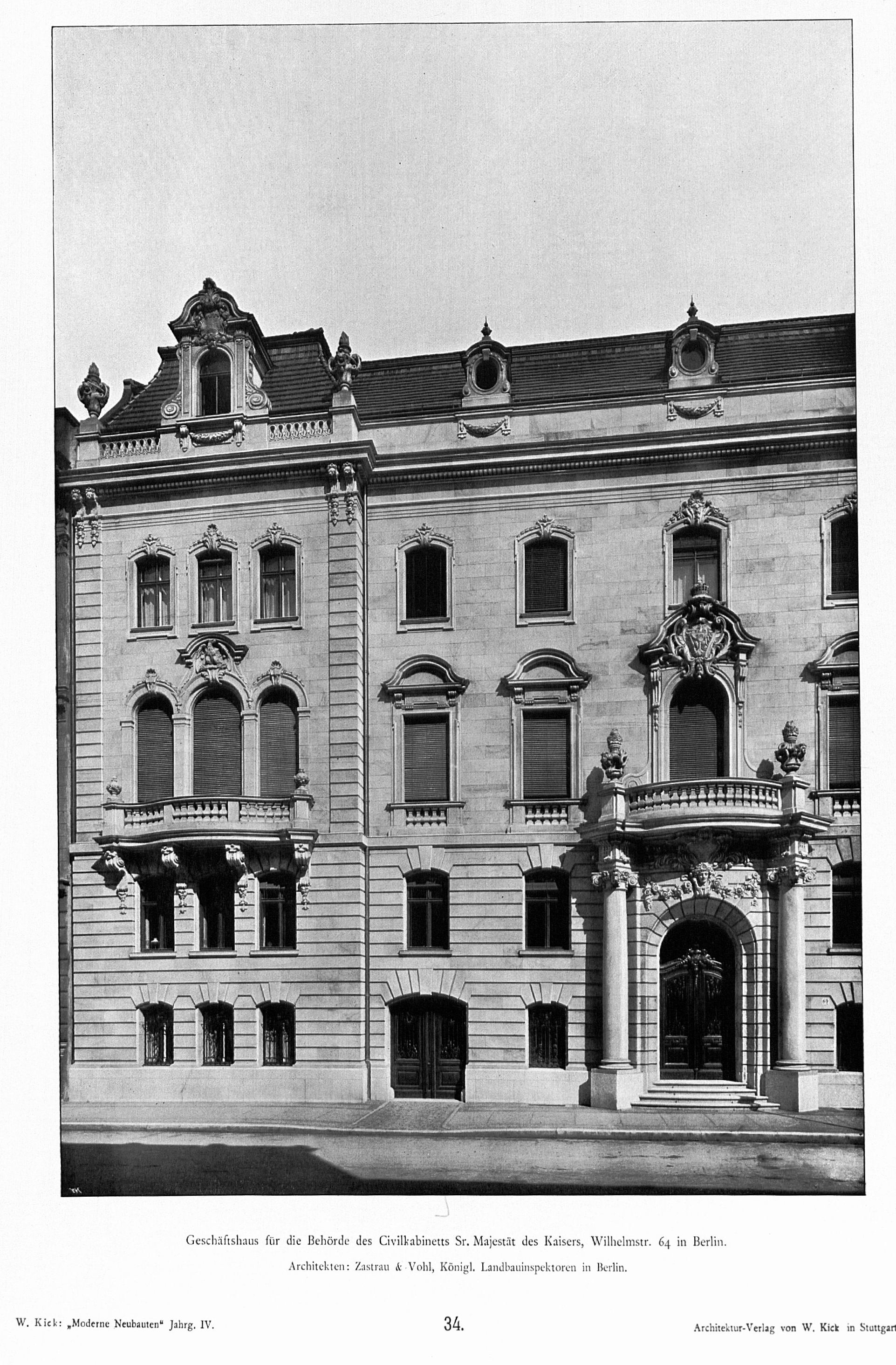
Sitz des Geheimen Zivilkabinetts in der Wilhelmstraße 64 (1902)

Das Geheime Zivilkabinett war das persönliche Büro des Königs von Preußen und (ab 1871) des Deutschen Kaisers. Es ließe sich von seiner Funktion als unmittelbarer Beraterstab des Staatsoberhaupts her, der neben der eigentlichen, aus einer regulären Staats- oder Bundesregierung bestehenden Exekutive existiert, nach heutigen Maßstäben am ehesten mit dem Bundespräsidialamt vergleichen. Das Adjektiv „geheim“ hatte früher die Nebenbedeutung von „vertraut“; siehe auch Geheimrat.
In der Epoche des zweiten Kaiserreichs bestand die Aufgabe des Geheimen Zivilkabinetts insbesondere darin, den Geschäftsverkehr zwischen dem Kaiser und dem Reichskanzler, den Reichsbehörden bzw. Reichsämtern sowie den im Bundesrat repräsentierten, meist fürstlichen, Regierungen der Gliedstaaten des Deutschen Reiches abzuwickeln.
Verwaltungssitz des Geheimen Zivilkabinetts war ab 1902 das Gebäude Wilhelmstraße 64 in Berlin-Mitte. Das unter Denkmalschutz stehende Haus (seit 1993 Wilhelmstraße 54) ist heute Berliner Dienstsitz des Bundesministeriums für Landwirtschaft, Ernährung und Heimat.

## Geschichte

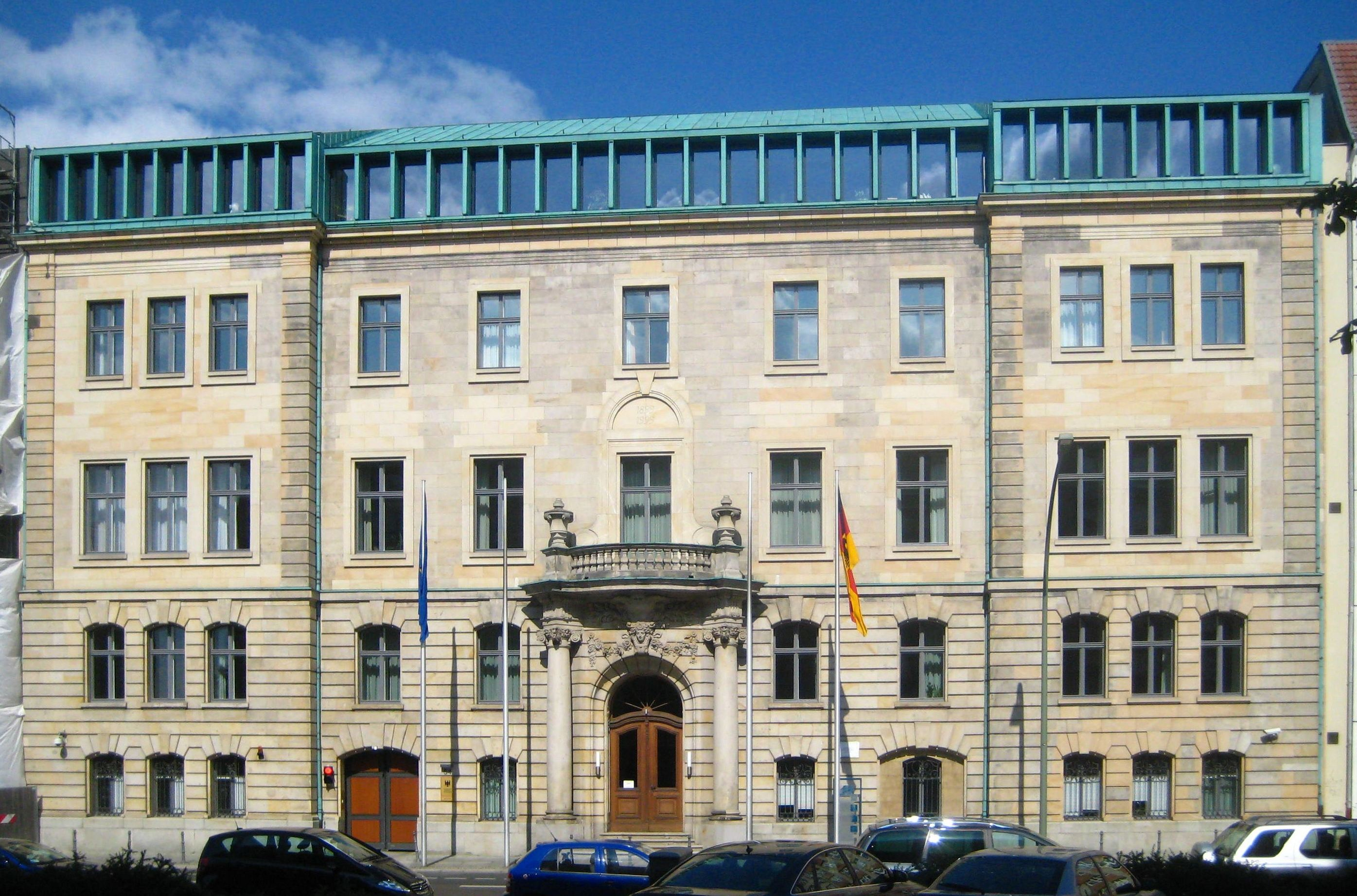
Das Haus, seit 1993 als Wilhelmstraße 54 nummeriert, ist heute Berliner Dienstsitz des Bundeslandwirtschaftsministeriums

### Königreich Preußen
Im frühen 18. Jahrhundert entstand das allgemeine Kabinettsystem, in dem sich der Landesherr mit einem engen Kreis von Vertrauten umgab, mit dem er „aus dem Kabinett“, d. h. aus seinen privaten Gemächern heraus, entschied. Im Königreich Preußen entstand diese Form der monarchischen Selbstregierung in der Zeit Friedrichs des Großen.
Das preußische Geheime Zivilkabinett richtete 1797 König Friedrich Wilhelm III. ein.

### Nach den Befreiungskriegen
Im Rahmen der Stein-Hardenbergschen Reformen beseitigte Freiherr vom Stein 1808 zur Stärkung der Regierung das Kabinettsystem. Das Nebeneinander von Ministerialressorts und des außerhalb jeder Verantwortung stehenden Zivilkabinetts wurde als hinderlich angesehen.
1853 wurde das Zivilkabinett unter König Friedrich Wilhelm IV. wieder eingerichtet. Der Chef des Büros des Ministerpräsidenten wurde dabei gleichzeitig Chef des Zivilkabinetts. Durch die Vereinigung beider Ämter in einer Person wurde die Bezeichnung Zivilkabinett beibehalten, es handelte sich aber nur um eine bescheidene Büroorganisation zur Erledigung der Korrespondenz und der privaten Angelegenheiten des Königs. Solange beide Ämter in einer Person vereinigt waren und der verantwortliche Ministerpräsident nicht umgangen werden konnte, bestanden gegen diese Lösung keine Bedenken.
Die beiden Aufgabenbereiche wurden unter Prinzregent Wilhelm (I.) wieder getrennt und aus dem bloßen Sekretariat des Königs wurde wieder eine selbständig beratende Behörde, die jeder Kontrolle von außen entzogen war.

### Kaiserreich
Nach der Reichsgründung 1871 bestand die Notwendigkeit, auch für den Deutschen Kaiser ein Büro zu schaffen. Da das geheime Zivilkabinett schon zwischen 1867 und 1870 unter dem preußischen König Wilhelm I. für Bundespräsidialsachen zuständig gewesen war, übernahm das Königlich-Preußische Geheime Zivilkabinett ab 1871 auch die Reichsangelegenheiten. Die Betrauung von preußischen Behörden mit Reichsaufgaben war kein Sonderfall. So wurde bereits 1870 das preußische Außenministerium als Auswärtiges Amt des Reiches übernommen. Viele weitere oberste preußische Ämter nahmen unmittelbare Reichsaufgaben wahr. So waren beispielsweise das preußische Kriegsministerium, der Große Generalstab und das Militärkabinett ebenfalls für Reichsaufgaben zuständig, ohne in Reichsämter umgewandelt worden zu sein.
Durch die Reichsverfassung war der Reichskanzler als oberster Berater des Kaisers vorgesehen. Die starke Stellung Bismarcks führte dazu, dass die Bedeutung des Zivilkabinetts nach der Reichsgründung gering war. Nach Bismarcks Ausscheiden stieg die Bedeutung des Zivilkabinetts jedoch spürbar an. Dieses Regierungs-Verwaltungsamt, zunächst am Dönhoffplatz in Berlin, erhielt 1898/99 ein eigenes neobarockes Gebäude in der Wilhelmstraße 64, dessen Baupläne von dem Architekten Carl Vohl stammten.  Im gleichen Neubau war auch das Preußische Staatsministerium und im Nachbargebäude die Generallotteriedirektion untergebracht. – Das Geheime Zivilkabinett seiner Majestät des Kaisers und Königs beschäftigte sich im Wesentlichen mit allen Personalfragen des zivilen Bereichs. Hierzu zählten politische Information und Beratung in Fragen der inneren Verwaltung und Politik.

### Auflösung
Nach der Ausrufung der Republik 1918 wurde das Zivilkabinett aufgelöst. Die Aufgaben, die das Zivilkabinett für den König von Preußen übernommen hatten, gingen an das Preußische Staatsministerium über. Funktionsnachfolger des Geheimen Zivilkabinetts bezüglich der Personalangelegenheiten war das Reichspräsidialamt. In dem Verwaltungsgebäude verblieben weitere Abteilungen der neuen Ministerien.

## Organisation
Um 1900 bestand es aus dem Chef mit dem Titel Geheimer Kabinettsrat, aus zwei Geheimen Kabinettssekretären und zehn Geheimen Registratoren.
Chefs des Zivilkabinetts
Der Chef des Zivilkabinetts hatte den Geschäftsverkehr zwischen der preußischen Regierung und dem König abzuwickeln: Er trug alle Berichte der Minister und des Ministerpräsidenten vor und holte die Unterschriften des Königs ein. Die gleichen Aufgaben übernahm das Zivilkabinett nach 1871 auch für alle Reichsangelegenheiten, in denen der König von Preußen als deutscher Kaiser die letzte Entscheidung hatte.
Chefs des Zivilkabinetts waren:
- 1852–1866 Erneste Emile Illaire
- 1866–1870 Ferdinand von Mühler
- 1870–1888 Karl von Wilmowski
- 1888–1908 Hermann von Lucanus
- 1908–1918 Rudolf von Valentini
- 01/1918–10/1918 Friedrich von Berg
- 10/1918–11/1918 Clemens von Delbrück

## Weiternutzung des Gebäudes in der Wilhelmstraße
Nach 1936 zog in die Gebäude Wilhelmstraße 64 (und 63) die Reichsleitung der NSDAP. In den folgenden Jahren wurde die Straßenfassade vereinfacht, d. h. der neobarocke Bauschmuck wurde abgeschlagen. Zunächst diente der nach Schäden hergerichtete Bau als Studentenheim der Humboldt-Universität. Das 1951 gegründete Staatssekretariat für Hoch- und Fachschulwesen der DDR nutzte den Bau bis 1970 als Dienstsitz. In der DDR-Zeit bis 2005 nutzte die Musikhochschule „Hanns Eisler“ einen Teil des Hauses. Von 1970 bis 1990 hatte der Staatsverlag der Deutschen Demokratischen Republik seinen Sitz im Hause. Als nach der Wende für die neue Bundesregierung Bürogebäude gebraucht wurden, wurde das Haus Wilhelmstraße 64 (nun jedoch neu nummeriert mit Nr. 54) umgebaut, wobei Reste der kaiserzeitlichen Ausstattung und der NS-Zeit erhalten wurden. Das Dachgeschoss der Nachkriegszeit wurde rekonstruiert und dem historischen Bau nachempfunden. Seit dem Jahr 2000 ist das Gebäude Berliner Dienstsitz des Bundesministeriums für Landwirtschaft.